# Landgericht Pleinfeld

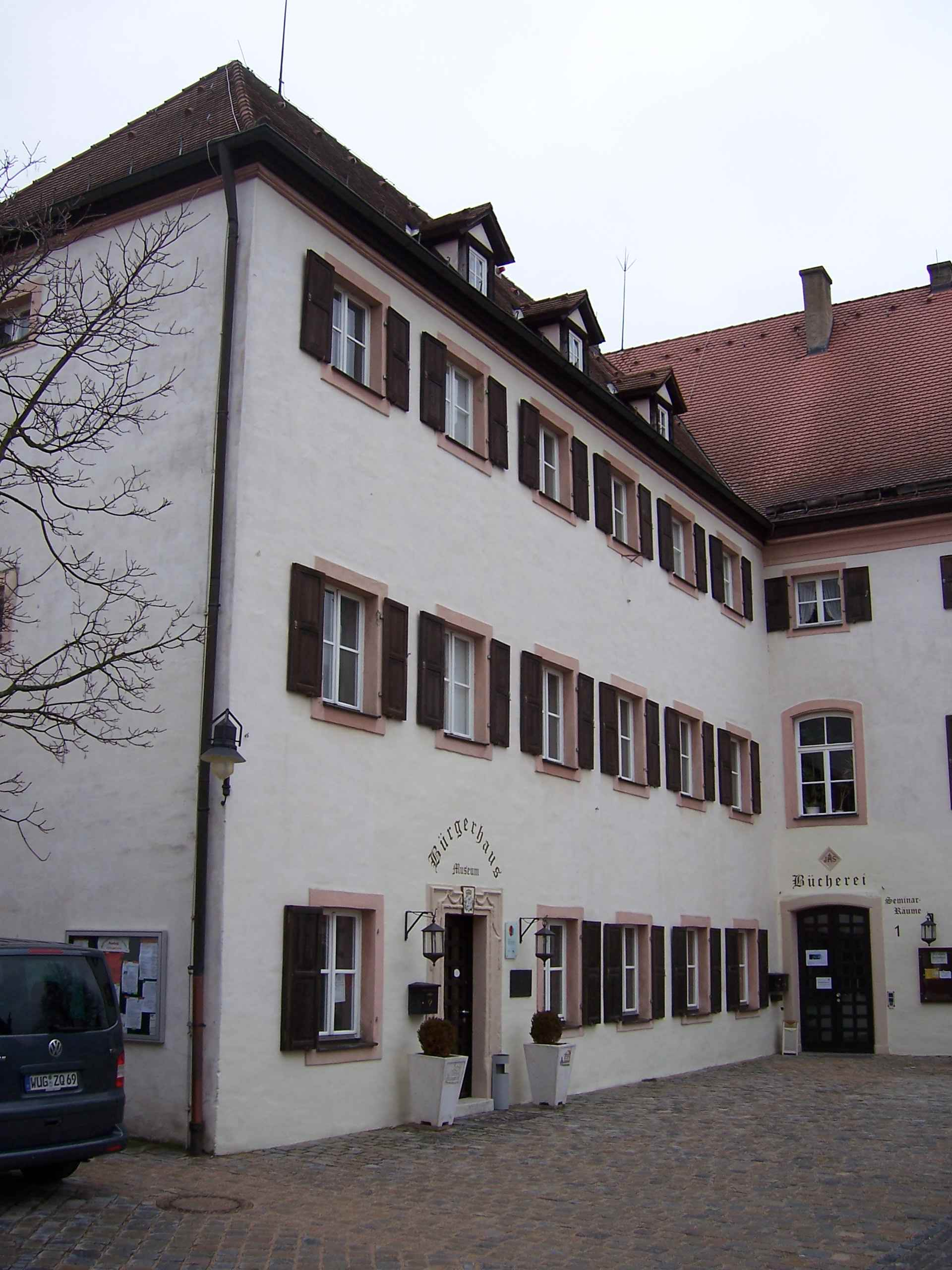
Schloss Pleinfeld, Amtssitz des Landgerichts Pleinfeld

Das Landgericht Pleinfeld war ein von 1808 bis 1858 bestehendes bayerisches Landgericht älterer Ordnung mit Sitz in Pleinfeld im heutigen Landkreis Weißenburg-Gunzenhausen. Der Amtssitz des Landgerichts Pleinfeld befand sich im Vogteischloss.

## Lage
Das Landgericht Pleinfeld grenzte im Norden an das Landgericht Schwabach, im Osten an das Landgericht Hilpoltstein, im Süden an das Herrschaftsgericht Ellingen, im Südwesten an das Landgericht Gunzenhausen und im Westen an das Landgericht Heilsbronn.

## Geschichte
Im Tausch gegen das Herzogtum Berg hatte Bayern am 24. Mai 1806 das Fürstentum Ansbach erhalten. Mit dem Ziel einer Vereinheitlichung der Verwaltungsstrukturen wurde am 7. August 1808 unter anderem die Bildung des Landgerichts Pleinfeld angeordnet. Kurz zuvor waren bei der Beschreibung der Bestandteile des Altmühlkreises im Zuge der Verwaltungsneugliederung Bayerns noch die vormals preußischen Justizämter „Roth“ und „Spalt, Pleinfeld, Abenberg“ genannt worden. Die gesamte Neugliederung wurde am 1. Oktober 1808 wirksam.
Im Jahr 1840 hatte das Landgericht Pleinfeld eine Fläche von vier Quadratmeilen (≈224 km²) und 13586 Einwohner (6797 Protestanten, 6514 Katholiken und 275 Juden). Es gab 92 Ortschaften (3 Städte, 1 Markt, 8 Pfarrdörfer, 6 Kirchdörfer, 24 Dörfer, 15 Weiler und 35 Einöden) und 23 Gemeinden (2 Magistrate 3. Klasse, 1 Stadt-, 1 Markts- und 19 Landgemeinden).
Im Jahr 1858 wurde der Sitz des Landgerichts Pleinfeld nach Roth verlegt und entsprechend umbenannt.

## Struktur

### Steuerdistrikte
Nach den Vorgaben des Gemeindeedikts vom 28. Juli 1808 (veröffentlicht im Dezember 1808) und der Instruktion zur Bildung der Steuerdistrikte wurde das Landgericht zunächst in 20 Steuerdistrikte eingeteilt:
- Abenberg mit Marienburg;
- Allmannsdorf mit Belzmühle, Birklein, Erlingsdorf und Mandlesmühle;
- Asbach mit Aurau, Bechhofen, Kleinabenberg und Louisenau;
- Belmbrach mit Barnsdorf, Fallhütte, Kiliansdorf und Untersteinbach an der Haide;
- Eckersmühlen mit Brückleinsmühle, Eisenhammer, Haimpfarrich, Hofstetten, Kupferhammer, Leonhardsmühle, Obersteinbach an der Haide und Wallersbach;
- Fünfbronn mit Hagsbronn, Schnittling und Trautenfurt;
- Georgensgmünd mit Bernlohe, Friedrichsgmünd, Hauslach, Oberheckenhofen, Obere Papiermühle, Petersgmünd, Untere Papiermühle und Ziegelhütte;
- Großweingarten mit Egelmühle, Steinfurt und Wasserzell;
- Mosbach mit Engelhof, Güsseldorf, Hügelmühle und Massendorf;
- Mühlstetten mit Oberbreitenlohe und Unterbreitenlohe;
- Obersteinbach ob Gmünd mit Untersteinbach ob Gmünd;
- Pfaffenhofen mit Meckenlohe, Pruppach und Untere Glasschleife;
- Pleinfeld mit Böschleinsmühle, Ketschenmühle, Reichertsmühle, Seemannsmühle und Wurmmühle;
- Rittersbach mit Hämmerleinsmühle, Mäbenberg, Unterheckenhofen und Weinmannshof;
- Roth mit Obere Glasschleife;
- Rothaurach mit Kauernhofen;
- Spalt;
- Stirn mit Hohenweiler, Mackenmühle, Mäusleinsmühle und Prexelmühle;
- Wallesau mit Mauk, Obermauk und Wernsbach;
- Wernfels mit Hohenrad, Höfstetten, Nagelhof, Stiegelmühle, Theilenberg und Untererlbach.

### Ruralgemeinden
1811 entstanden Ruralgemeinden, die meistens deckungsgleich mit den Steuerdistrikten waren. Zugleich wurden einige Orte umgemeindet, so dass es schließlich 22 Ruralgemeinden gab. Mit dem Zweiten Gemeindeedikt (1818) erhielten die Ruralgemeinden mehr Befugnisse.
- Abenberg mit Marienburg;
- Allmannsdorf mit Belzmühle, Birklein, Erlingsdorf und Mandlesmühle;
- Aurau mit Asbach, Bechhofen, Kleinabenberg und Louisenau;
- Belmbrach mit Barnsdorf, Fallhütte, Kiliansdorf, Obersteinbach an der Haide und Untersteinbach an der Haide;
- Bernlohe;
- Eckersmühlen mit Brückleinsmühle, Eisenhammer, Haimpfarrich, Hofstetten, Kupferhammer, Leonhardsmühle und Wallersbach;
- Fünfbronn mit Nagelhof, Schnittling und Trautenfurt;
- Georgensgmünd mit Friedrichsgmünd, Hauslach, Oberheckenhofen, Obere Papiermühle, Untere Papiermühle und Ziegelhütte;
- Großweingarten mit Egelmühle, Hagsbronn, Hügelmühle, Steinfurt und Wasserzell;
- Mäbenberg mit Hämmerleinsmühle;
- Mosbach mit Engelhof, Güsseldorf und Massendorf;
- Mühlstetten mit Oberbreitenlohe und Unterbreitenlohe;
- Obersteinbach ob Gmünd mit Untersteinbach ob Gmünd;
- Petersgmünd;
- Pfaffenhofen mit Meckenlohe, Pruppach und Untere Glasschleife;
- Pleinfeld mit Böschleinsmühle, Ketschenmühle, Reichertsmühle, Seemannsmühle und Wurmmühle;
- Rittersbach mit Unterheckenhofen und Weinmannshof;
- Roth mit Obere Glasschleife;
- Rothaurach mit Kauernhofen;
- Spalt;
- Stirn mit Hohenweiler, Mackenmühle, Mäusleinsmühle und Prexelmühle;
- Wallesau mit Mauk, Obermauk und Wernsbach;
- Wernfels mit Hohenrad, Höfstetten, Stiegelmühle, Theilenberg und Untererlbach.